# Silberfeld
Silberfeld este o comună din landul Turingia, Germania.